# Just Dance 2018
Just Dance 2018 é um jogo de ritmo de dança de 2017 desenvolvido e publicado pela Ubisoft. Foi revelado em 12 de junho de 2017, durante a coletiva de imprensa da E3, como a nona edição principal da série, e foi lançado em outubro de 2017 para PlayStation 3, PlayStation 4, Xbox 360, Xbox One, Wii, Wii U, e Nintendo Switch. Este foi o último jogo Just Dance a ser lançado no console PlayStation 3 e, por extensão, o último jogo eles de PlayStation 3 a ser publicado pela Ubisoft.

## Jogabilidade
Tal como as edições anteriores do jogo, os jogadores devem imitar a coreografia do dançarino na tela da para uma música escolhida. Dependendo da precisão do jogador ao realizar cada passo da coreografia, um marcador aparecerá no topo da tela indicando a precisão (X para a menos precisa e PERFECT para a mais precisa), e consequentemente dando pontos ao jogador. Há também passos denominados "Gold Moves" que dão pontos extras ao jogador. Ao final da música o jogador receberá sua pontuação total, sendo a pontuação máxima 13333.
Cada console requer uma câmera ou aparelho de detecção de movimentos diferentes, sendo que através de um aplicativo adicional, um Smartphone pode ser utilizado como tal. 
- O Xbox One requer o Kinect ou o Smartphone;
- O Xbox 360 requer o Kinect;
- O Wii U requer o Wii Remote ou o Smartphone;
- O Wii requer o Wii Remote
- O Nintendo Switch requer o Joy-Con ou Smartphone;
- O PlayStation 4 requer o PlayStation Move, PlayStation Camera ou o Smartphone;
- O PlayStation 3 requer o PlayStation Eye e PlayStation Move.

### Modos de Jogo
Além do modo clássico, onde os jogadores escolhem uma música e dançam a ela, há outros modos inclusos. Há um modo Kids, criado especialmente para crianças, contendo 8 músicas com coreografias mais fáceis, sendo que este número pode ser expandido através do serviço de streaming "Just Dance Unlimited". O World Dance Floor é um modo na qual é possível jogar online com outros jogadores de todo o mundo. No modo Sweat & Playlists, é possível dançar várias músicas 1000 músicas 
em sequência, vendo quantas calorias você gastou ao final. Por fim, há o modo Just Dance Lab, baseado no modo Just Dance Machine do jogo anterior. Neste modo, o jogador dança uma coletânea de coreografias curtas, o que é denominado um episódio. O último episódio traz uma mistura aleatória de algumas coreografias do modo.
Há no jogo também um serviço de streaming chamado Just Dance Unlimited, na qual você aumenta a lista de músicas em mais de 300 itens, através de uma assinatura mensal ou anual. Todas as edições do jogos compatíveis com o serviço acompanha um período de teste grátis de 3 meses.
Há porém, algumas limitações, dependendo do console da qual você joga: nos consoles da sétima geração (Wii, Xbox 360 e PlayStation 3), o modo Kids não pode ser expandido, pois o Just Dance Unlimited não existe nestes consoles; o World Dance Floor e Sweat & Playlists são mesclados com o modo principal e são bem mais limitados, e o Just Dance Lab não existe nesta geração (nem o Just Dance Unlimited, como mencionado acima).

## Lista de canções
O jogo vem com uma lista de 41 músicas.
| Música                                                | Artista                                          | Ano  |
| ----------------------------------------------------- | ------------------------------------------------ | ---- |
| "24K Magic"                                           | Bruno Mars                                       | 2016 |
| "All You Gotta Do (Is Just Dance)"                    | The Just Dance Band                              | 2017 |
| "Another One Bites the Dust"                          | Queen                                            | 1980 |
| "Automaton"                                           | Jamiroquai                                       | 2017 |
| "Bad Liar"                                            | Selena Gomez                                     | 2017 |
| "Beep Beep I'm a Sheep"                               | LilDeuceDeuce feat. BlackGryph0n e TomSka        | 2017 |
| "Blow Your Mind (Mwah)"                               | Dua Lipa                                         | 2016 |
| "Blue (Da Ba Dee)" (*)                                | Hit the Electro Beat (Original de Eiffel 65)     | 1999 |
| "Boom Boom"                                           | Iggy Azalea feat. Zedd                           | 2017 |
| "Bubble Pop!"                                         | HyunA                                            | 2011 |
| "Carmen (Overture)" (*)                               | Just Dance Orchestra (Original de Georges Bizet) | 1875 |
| "Chantaje"                                            | Shakira feat. Maluma                             | 2016 |
| "Daddy Cool" (*)                                      | Groove Century (Original de Boney M.)            | 1976 |
| "Despacito"                                           | Luis Fonsi feat. Daddy Yankee                    | 2017 |
| "Dharma"                                              | Headhunterz & KSHMR                              | 2016 |
| "Diggy"                                               | Spencer Ludwig                                   | 2016 |
| "Fight Club"                                          | Lights                                           | 2017 |
| "Footloose" (*)                                       | Top Culture (Original de Kenny Loggins)          | 1984 |
| "Got That"                                            | Gigi Rowe                                        | 2017 |
| "How Far I'll Go" (*)                                 | Disney's Moana (Original de Auli'i Cravalho)     | 2016 |
| "In the Hall of the Pixel King"                       | Dancing Bros.                                    | 2016 |
| "Instruction"                                         | Jax Jones feat. Demi Lovato e Stefflon Don       | 2017 |
| "Itsy Bitsy Teenie Weenie Yellow Polkadot Bikini" (*) | The Sunlight Shakers (Original de Brian Hyland)  | 1959 |
| "John Wayne"                                          | Lady Gaga                                        | 2016 |
| "Keep On Moving"                                      | Michelle Delamor                                 | 2017 |
| "Kissing Strangers"                                   | DNCE feat. Nicki Minaj                           | 2017 |
| "Love Ward"                                           | Hatsune Miku                                     | 2009 |
| "Make It Jingle"                                      | Big Freedia                                      | 2016 |
| "Naughty Girl"                                        | Beyoncé                                          | 2004 |
| "New Face"                                            | PSY                                              | 2017 |
| "Risky Business"                                      | Jorge Blanco                                     | 2017 |
| "Rockabye"                                            | Clean Bandit feat. Sean Paul e Anne-Marie        | 2016 |
| "Sayonara"                                            | Wanko Ni Mero Mero                               | 2017 |
| "Shape of You"                                        | Ed Sheeran                                       | 2017 |
| "Side to Side"                                        | Ariana Grande feat. Nicki Minaj                  | 2016 |
| "Slumber Party"                                       | Britney Spears feat. Tinashe                     | 2016 |
| "Sugar Dance" (D)                                     | The Just Dance Band                              | 2017 |
| "Swish Swish"                                         | Katy Perry feat. Nicki Minaj                     | 2017 |
| "The Way I Are (Dance with Somebody)"                 | Bebe Rexha feat.Lil Wayne                        | 2017 |
| "Tumbum"                                              | Yemi Alade                                       | 2016 |
| "Waka Waka (This Time for Africa)"                    | Shakira                                          | 2010 |

- A "(*)" indica que a música é um "cover" do original.
- A "(D)" indica que a música é exclusiva para os consoles da oitava geração, e pode ser desbloqueada com o código DANCE.

## Just Dance Unlimited
Como seus antecessores Just Dance 2016 e Just Dance 2017, o jogo oferece o serviço de streaming de conteúdo adicional chamado Just Dance Unlimited, que inclui novas canções, canções de versões anteriores do jogo e até mesmo versões alternativas. O serviço é exclusivo para PlayStation 4, Xbox One, Wii U e Nintendo Switch. 
Na lista abaixo, estão todas as músicas lançadas no serviço no período de 24 de outubro de 2017 (data de lançamento do jogo) a 23 de outubro de 2018 (data de lançamento do próximo jogo da franquia).
| Música                        | Artista                     | Ano  | Data                    |
| ----------------------------- | --------------------------- | ---- | ----------------------- |
| "Thumbs" (U)                  | Sabrina Carpenter           | 2016 | 24 de outubro de 2017   |
| "Just Mario" (WIIJPN) (3DWII) | Ubisoft Meets Nintendo      | 2011 | 24 de outubro de 2017   |
| "Sun"                         | DEMO                        | 1999 | 26 de outubro de 2017   |
| "J'suis Pas Jalouse"          | Andy                        | 2017 | 26 de outubro de 2017   |
| "Error"                       | Natalia Nykiel              | 2016 | 23 de novembro de 2017  |
| "Feel It Still"               | Portugal. The Man           | 2017 | 25 de janeiro de 2018   |
| "Mi Gente"                    | J Balvin e Willy William    | 2017 | 22 de fevereiro de 2018 |
| "Naughty Girl"* (A) (PNS)     | Beyoncé                     | 2004 | 12 de abril de 2018     |
| "Sax"                         | Fleur East                  | 2015 | 19 de abril de 2018     |
| "What Lovers Do"              | Maroon 5 feat. SZA          | 2017 | 21 de junho de 2018     |
| "Dame Tu Cosita" (2019-R)     | El Chombo feat. Cutty Ranks | 2018 | 26 de julho de 2018     |
| "Dancing Queen" (2015-R)      | ABBA                        | 1976 | 23 de agosto de 2018    |
| "No Lie"                      | Sean Paul feat. Dua Lipa    | 2017 | 20 de setembro de 2018  |

- O símbolo "(WIIJPN)" indica que a música também aparece em Just Dance Wii.
- O símbolo "(3DWII)" indica que a música aparece em Just Dance 3 como um Wii DLC.
- O símbolo "(U)" indica que a música é baixada pelo Ubisoft Club.
- O símbolo "(A)" indica que a música é uma versão alternativa do original.
  - A Música Naughty Girl, como demonstrada, tem uma versão alternativa exclusiva da versão Unlimited do Nintendo Switch em que Rabbid Peach, personagem do Crossover Mario + Rabbids: Kingdom Battle é personagem jogável.[3]
- O símbolo "(PNS)" indica que a música é exclusiva do Nintendo Switch.
- O símbolo "(2019-R)" indica que a música inicialmente era para estar no jogo Just Dance 2019, mas foi removida por motivos desconhecidos.
- O símbolo "(2015-R)" indica que a música inicialmente era para estar no jogo Just Dance 2015, mas foi removida por motivos desconhecidos.